# 高橋和弘
高橋 和弘（たかはし かずひろ、1974年 - ）は、日本の登山家。

## 概要
1996年8月14日、当時最年少で、K2（8,611m/パキスタン） 登頂。1996年、明治大学文学部卒業。明治大学在学中の成績はかなり優秀であったため、ある教授から大学院に進学することを強く勧められた。しかし、ヒマラヤの登山を優先するため、大学院へ進学しなかった。卒業後は明治大学山岳部OB会である炉辺会に所属。
1997年10月8日、マナスル（8,163m/ネパール）登頂（三谷統一郎、山本篤、加藤慶信ら7名）。1999年5月9日、リャンカンカンリ（未踏峰、7,535m/チベット） 初登頂（鈴木清彦、角谷道弘、竹内洋岳、加藤慶信、山本篤、中村進、小林尚礼、高橋純一、佐藤大輔）。2001年7月10日、ガッシャーブルムII峰（8,035m/パキスタン）登頂（加藤慶信、 天野和明、 森章一ら6名）、同年8月13日、ガッシャーブルムI峰（8,068m/パキスタン）登頂（加藤慶信、天野和明、森章一ら6名）。2002年10月3日、ローツェ（8,516m/ネパール）登頂（三谷統一郎、 加藤慶信、 天野和明、 森章一ら6名）。2003年5月16日、アンナプルナI峰（南壁）（8,091m/ネパール）登頂（山本篤、加藤慶信、天野和明、森章一ら6名）。社会科教師を続けながら、8000m峰6座の登頂に成功した。2008年9月、クーラカンリ（7,538m/チベット）登山隊隊長として入山したが、10月1日、ルート工作中であった加藤慶信、有村哲史、中村進の3名が雪崩に巻き込まれて死亡したため、登山計画は中止となった。
K2峰の最年少登頂の記録 （1996年当時）を始め、アンナプルナI峰やローツェ、ガッシャーブルムII峰・I峰連続登頂等、数々のヒマラヤ8000m峰を登頂した。2008年の冬期白萩尾根（初登攀） を含め、国内でも困難なバリエーションルート、前人未踏のルートからの登攀に挑戦している。
千葉英和高等学校講師を経て、現在は日本学園中学校・高等学校(2026年度より、明治大学附属世田谷中学・高等学校となる)の常勤講師であり、地理Ａ・地理Ｂを担当している。その他に、同校の山岳部の顧問としても活躍している。